# Hüseyin Akbaş
Hüseyin Akbaş (ur. w 1934 Çevreli, zm. 15 stycznia 1989 w Tokat) – turecki zapaśnik. Srebrny medalista olimpijski z Tokio i brązowy z Melbourne.
Walczył w stylu wolnym, w różnych kategoriach wagowych. Oprócz zawodów w 1956 i 1964 startował również na igrzyskach w Rzymie w 1960 roku. Zdobył 4 tytuły mistrza świata (1954, 1957, 1959, 1962) oraz dwa brązowe medale w 1955 i 1961. Pierwszy w Pucharze Świata w 1958 roku.